# Stefan Krombach
Stefan Krombach (* 7. August 1990 in Mayen) ist ein deutscher Hörfunkmoderator, Podcaster, Journalist, Hörbuchsprecher und -produzent. Er lebt und arbeitet in Köln.

## Leben und Karriere
Nach seinem Abitur im Jahr 2010 studierte Stefan Krombach Online-Journalismus an der Hochschule Darmstadt, wo er 2016 mit einem Bachelor of Arts abschloss. Seine Sprecherausbildung absolvierte er von 2021 bis 2022 am Sprechstil Atelier in Düsseldorf.
Seine journalistische Karriere begann Krombach als Moderator, Redakteur und Reporter für den SWR-Sender DASDING. Dort arbeitete er von 2011 bis 2016 sowie erneut von 2018 bis 2019. Zwischenzeitlich arbeitete er als Redakteur für Bordmedien für AIDA Cruises. Seit 2022 ist er als freier Redakteur für Deutschlandfunk Nova tätig.
Neben seiner journalistischen Tätigkeit begann Krombach früh als Sprecher zu arbeiten. Seit 2022 spricht er regelmäßig Hörbücher, unter anderem für die Eins A Medien GmbH, wo er seit 2023 zur festen Besetzung der Perry-Rhodan-Hörbücher und der Stellaris-Kurzgeschichten gehört. Er produziert auch eigene Hörbuch-Podcasts und arbeitet als Sprecher für Verlage wie The AOS (Universal Music Deutschland) und Plattformen wie Perspective Daily.

## Hörbücher (Auswahl)
- 2022: Perry Rhodan 3186: Alraska, Eins A Medien.
- 2023: Perry Rhodan 3231: Die Purpurwelt, Eins A Medien.
- 2023: Perry Rhodan 3243: Ein Hauch von Strangeness, Eins A Medien.
- 2024: Elle Kennedy: Sandover Prep – Der Außenseiter, THE AOS.
- 2024: Elle Kennedy: Sandover Prep – Der Einzelgänger, THE AOS.
- 2024: Perry Rhodan 3274: Lichtung der Seligkeit, Eins A Medien.
- 2024: Clifford Ashdown: Romney Pringle – Sechs Gaunerstreiche eines Weltmannes, ESKA Audio, ISBN 978-3-9898350-1-6.
- 2024: Perry Rhodan 3294: Mercants Entscheidung, Eins A Medien.
- 2024: Julie Ayden: Need your Touch, Audio4you.
- 2024: Anthologie: Mord im Wintermantel – Klassische Winterkrimis mit Sherlock Holmes & Co., ESKA Audio.
- 2025: Mia Rosé: Chicago Darkness, Audio4you.
- 2025: Julie Ayden: Heal my Soul, Audio4you.
- 2025: Jule Hansen: Sommerbrise & Seesternküsse, Seaside Studios.

## Podcasts (Auswahl)
- 2020: Kalter Winter, heiße Spuren – Der Krimi-Adventskalender
- 2023: Die Biene Maja und ihre Abenteuer
- 2024: Tiergeschichten zum Einschlafen